# Caupolicana lugubris
Caupolicana lugubris är en biart som beskrevs av Smith 1879. Caupolicana lugubris ingår i släktet Caupolicana och familjen korttungebin. Inga underarter finns listade.